# Мелехин, Валентин Борисович
Мелехин Валентин Борисович (1936, село Семиозёрное, Кустанайская область, Казахская ССР — 1995, Ярославль) — директор Рыбинского судостроительного завода им. Володарского (1979−1990). Председатель Государственной Думы Ярославской области I созыва (1994−1995).

## Биография
Родился в с. Семиозерное Семиозерского района Костанайской области Казахской ССР. В 1960 г. по окончании с отличием Ленинградского кораблестроительного института пришел работать на Рыбинский судостроительный завод им. Володарского. За 30 лет работы на предприятии прошел практически все ступени производственной лестницы: от инженера-технолога до главного строителя судов.
В 1979 году Мелехин назначается директором завода. Под его непосредственным руководством осваиваются новые виды техники и технологические процессы, в том числе — блочная сборка судов на плаву и подводная сварка, возводится огромный эллинг для строительства крупнотоннажных сухогрузов. В середине 1980-х гг. на предприятии осваивается строительство судов нового типа и назначения, таких как плавучая электростанция «Сияние Севера», плавучие насосные станции нескольких модификаций для орошаемых земель засушливых районов страны. Освоен выпуск новой серии судов — теплоходов-овощевозов.
Строятся объекты социально-бытового назначения. Поселок кораблестроителей становится одним из самых благоустроенных в городе. Уделяется внимание реконструкции старой части г. Рыбинска.
Мелехин — депутат Рыбинского городского Совета народных депутатов (1980), член исполкома городского Совета (1985, 1987). В конце 1990 г. избирается председателем Рыбинского городского Совета народных депутатов, а ещё спустя год назначается главой администрации г. Рыбинска. В 1991—1994 годах глава администрации г. Рыбинска, затем объединённой администрации Рыбинска и Рыбинского района. В 1994 г. Мелехин — председатель первой Государственной Думы Ярославской области.
Скончался после тяжелой продолжительной болезни в 1995 году. Похоронен на Южном кладбище г. Рыбинска.